# 共和産業
共和産業株式会社（きょうわさんぎょう、英: Kyowa Sangyo Co., Ltd.）は、自動車用サンバイザー、熱反応発泡樹脂（K.C.F ）の製造、販売を行っている企業である。このうち自動車用サンバイザーは国内シェア約8割を誇るトップメーカー。

## 沿革
- 1939年（昭和14年） - 名古屋市南区に「安井鉄工所」を創立。
- 1945年（昭和20年） - 豊田市若宮町に移転し「共和産業挙母工場」と改名。
- 1946年（昭和21年） - 協豊会入会。
- 1953年（昭和28年） - 軽自動二輪車「コメット号」200台生産。
- 1957年（昭和32年） - 法人組織「共和産業株式会社」となる。
- 1960年（昭和35年） - 豊田市陣中町に本社工場完成（現陣中工場）。
- 1963年（昭和38年） - 豊田市衣ケ原にサンバイザー専門工場新設。
- 1965年（昭和40年） - 本社を衣ケ原に移す。
- 1967年（昭和42年） - 三菱自動車工業と取引開始。
- 1968年（昭和43年） - ドイツの"G.e.b.r. HAPPICH GmbH"と技術提携。
- 1969年（昭和44年） - 足助町にサンバイザー専門工場新設。
- 1975年（昭和50年） - 本田技研工業のサンバイザー製造開始。
- 1979年（昭和54年） - 安井幹夫が社長に就任。
- 1980年（昭和55年） - スズキのサンバイザー製造開始。
- 1982年（昭和57年） - いすゞ自動車と取引開始。
- 1993年（平成5年） - マレーシアの"AUTOVISOR PLASTICS SDN.BHD."に技術援助を開始。
- 1994年（平成6年） - 熱反応発泡樹脂事業開始。
- 1996年（平成8年） - 本田技研工業との直接取引開始。
- 1997年（平成9年） - スズキとの直接取引開始。
- 2000年（平成12年） - トヨタ品質管理優良賞受賞。トヨタ品質管理賞(略称:T賞)受賞。
- 2001年（平成13年） - トヨタ品質管理優秀賞受賞。ISO9001:2000取得
- 2002年（平成14年） - 安井幹夫が会長に就任。安井了介が社長に就任。
- 2003年（平成15年） - 「上海安凱希斯汽配有限公司」を設立。ISO14001取得。
- 2005年（平成17年） - 「AXXIS INDUSTRY (THAILAND) CO.,LTD.」を設立。
- 2006年（平成18年） - 富士重工業のサンバイザー製造開始。
- 2007年（平成19年） - 安井郁雄が社長に就任。
- 2017年（平成29年） - 豊田通商の子会社となる[3]。

## 製造拠点
- 本社・豊田工場（愛知県豊田市衣ケ原3-1）
- 陣中工場（愛知県豊田市陣中町2-19-6）
- 足助工場（愛知県豊田市桑田和町宮ノ前34）
- 六和工業株式会社（関連会社）